# Jacopo IV Appiano
Jacopo IV Appiano (Piombino, 1459 – Piombino, 10 aprile 1510) fu settimo signore di Piombino, Scarlino, Populonia, Suvereto, Buriano, Badia al Fango e delle isole d'Elba, Montecristo e Pianosa; anche Conte palatino e dal 1509 Principe del Sacro Romano Impero.

## Biografia
Alla morte di Jacopo III prese il potere il giovane figlio Jacopo IV, in un primo tempo sotto la reggenza materna che pilotò il matrimonio del figlio: questi nel 1476 sposò Vittoria Todeschini Piccolomini d'Aragona (Napoli, 1460 - Piombino, 1518), figlia di Antonio Todeschini Piccolomini d'Aragona e di Maria d'Aragona, seguendo la tradizionale alleanza familiare con la corte napoletana.
Come molti altri principi minori, per vivere si mise al servizio degli stati italiani più potenti. Fu così Capitano delle Armate del Re di Napoli dal 1479 al 1483, di quelle dei Marchesi d’Este fino al 1485, di quelle della Repubblica di Firenze nel 1485, di quelle della Repubblica di Siena fino al 1498, Governatore d'Armi delle Armate della Repubblica di Firenze fino al 1501, nello stesso anno fu anche Capitano delle Armate del re di Francia, e infine Generale delle Armate del Re d'Aragona nel 1507.
Dopo quasi trent'anni di regno tranquillo e senza scosse, in linea con gli avvenimenti italiani, lo stesso trono degli Appiano vacillò: Jacopo IV perse lo stato ad opera di Cesare Borgia. Avvisato dell'arrivo del Borgia (1501), Jacopo si rifugiò a Genova, dando disposizioni al fratello Gherardo di proteggere la città. Cesare Borgia conquistò senza troppa difficoltà tutti i paesi e i castelli dello Stato per poi sferrare l'assalto alla capitale: le cronache riportano di un assedio di circa tre mesi, al termine dei quali la città, carente di viveri, si arrese. Il 3 settembre Cesare Borgia, con i suoi Vitellozzo Vitelli e Gianpaolo Baglione entrano trionfanti dalla Porta a Terra. Il 21 febbraio 1502 Papa Alessandro VI (padre di Cesare Borgia) e la sua corte visitarono Piombino, intrattenendovisi due settimane. Grandi feste e banchetti in una città che ancora portava i segni del duro assedio di pochi mesi prima, furono a carico della Comunità. Il Papa, che volle invitare nel Palazzo di Cittadella le più belle ragazze piombinesi, vi tenne in compagnia di suo figlio Cesare ed alcuni cardinali una sfarzosa festa privata. In questo periodo, il pontefice tenne una messa solenne nella chiesa di Sant'Antimo, riconsacrandola ed attribuendovi una seconda intitolazione, a Sant'Agostino, in onore dei padri agostiniani che vi officiavano. In questa ricorrenza, il papa donò anche alla chiesa una pisside d'oro, andata dispersa. Alla morte di Alessandro VI, nel 1503 (18 agosto), Cesare Borgia dovette abbandonare la signoria di Piombino e l'anno seguente Iacopo IV rientrò in possesso del suo Stato con grande giubilo del popolo.
Memore dello smacco ricevuto, per avere una base più stabile al proprio potere politico, Jacopo IV si avvicinò alla Corte Imperiale divenendo, per volere di Massimiliano I, Principe del Sacro Romano Impero con diploma imperiale dell'8 novembre 1509 e quindi, per estensione del titolo principesco sul cognome, primo Appiano principe in Piombino. Questo titolo non va confuso con quello di Principe di Piombino, che fa riferimento al feudo.
Sotto la signoria di Iacopo IV si ha più volte nella città di Piombino il soggiorno di Niccolò Machiavelli, negli anni 1498, 1500, 1504, 1507, che lavorò per ragioni diplomatiche tra gli Stati di Piombino e Firenze e di Leonardo da Vinci nel 1502 e 1504; il genio di Vinci soggiornò alla corte dell'Appiani e fu molto laborioso, progettando opere e scrivendo trattati di varia natura, nei campi dell'ingegneria militare, idraulica, civile, come si può tuttora leggere nel testo Codice di Madrid II. Sono da attribuire a Leonardo i bastioni semicircolari a difesa esterna della Cittadella (ancora esistenti); sempre nel campo difensivo apportò modifiche alle fortificazioni del Castello. In materia idraulica progettò un sistema di dighe, mai realizzato, per la bonifica del lago di Piombino e il riutilizzo dell'acqua del fiume Cornia. Nel 1504 dipinse un'opera ad olio presso lo Scalo della Tarsinata al Porticciolo di Marina intitolata Ombre Verdi, andata perduta.

## Ascendenza
|                    |                    |                          | Genitori                   |  |  | Nonni |  |  | Bisnonni         |  |  | Trisnonni     |  |
|                    |                    |                          |                            |  |  |       |  |  | Jacopo I Appiano |  |  | Vanni Appiano |  |
|                    |                    |                          |                            |  |  |       |  |  | Jacopo I Appiano |  |  | Vanni Appiano |  |
|                    |                    | …                        |                            |  |  |       |  |  | Jacopo I Appiano |  |  |               |  |
| Emanuele Appiano   |                    |                          |                            |  |  |       |  |  | Jacopo I Appiano |  |  |               |  |
|                    |                    | Polissena Pannocchieschi | Emanuele Pannocchieschi    |  |  |       |  |  |                  |  |  |               |  |
|                    |                    | Polissena Pannocchieschi | Emanuele Pannocchieschi    |  |  |       |  |  |                  |  |  |               |  |
|                    |                    | Polissena Pannocchieschi | Adelasia della Gherardesca |  |  |       |  |  |                  |  |  |               |  |
| Jacopo III Appiano |                    | Polissena Pannocchieschi |                            |  |  |       |  |  |                  |  |  |               |  |
|                    |                    | Alfonso V d'Aragona      | Ferdinando I d'Aragona     |  |  |       |  |  |                  |  |  |               |  |
|                    |                    | Alfonso V d'Aragona      | Ferdinando I d'Aragona     |  |  |       |  |  |                  |  |  |               |  |
|                    |                    | Alfonso V d'Aragona      | Eleonora d'Alburquerque    |  |  |       |  |  |                  |  |  |               |  |
| Colia de' Giudici  |                    | Alfonso V d'Aragona      |                            |  |  |       |  |  |                  |  |  |               |  |
|                    |                    | Ippolita                 | …                          |  |  |       |  |  |                  |  |  |               |  |
|                    |                    | Ippolita                 | …                          |  |  |       |  |  |                  |  |  |               |  |
|                    |                    | Ippolita                 | …                          |  |  |       |  |  |                  |  |  |               |  |
| Jacopo IV Appiano  |                    | Ippolita                 |                            |  |  |       |  |  |                  |  |  |               |  |
|                    | Bartolomeo Fregoso | Pietro Fregoso           |                            |  |  |       |  |  |                  |  |  |               |  |
|                    | Bartolomeo Fregoso | Pietro Fregoso           |                            |  |  |       |  |  |                  |  |  |               |  |
|                    | Bartolomeo Fregoso | Benedetta Doria          |                            |  |  |       |  |  |                  |  |  |               |  |
| Giano Fregoso      | Bartolomeo Fregoso |                          |                            |  |  |       |  |  |                  |  |  |               |  |
|                    |                    | Caterina Ordelaffi       | …                          |  |  |       |  |  |                  |  |  |               |  |
|                    |                    | Caterina Ordelaffi       | …                          |  |  |       |  |  |                  |  |  |               |  |
|                    |                    | Caterina Ordelaffi       | …                          |  |  |       |  |  |                  |  |  |               |  |
| Battistina Fregoso |                    | Caterina Ordelaffi       |                            |  |  |       |  |  |                  |  |  |               |  |
|                    |                    | Francesco Gentile        | …                          |  |  |       |  |  |                  |  |  |               |  |
|                    |                    | Francesco Gentile        | …                          |  |  |       |  |  |                  |  |  |               |  |
|                    |                    | Francesco Gentile        | …                          |  |  |       |  |  |                  |  |  |               |  |
| Violante Gentile   |                    | Francesco Gentile        |                            |  |  |       |  |  |                  |  |  |               |  |
|                    |                    | …                        | …                          |  |  |       |  |  |                  |  |  |               |  |
|                    |                    | …                        | …                          |  |  |       |  |  |                  |  |  |               |  |
|                    |                    | …                        | …                          |  |  |       |  |  |                  |  |  |               |  |
|                    |                    | …                        |                            |  |  |       |  |  |                  |  |  |               |  |

## Matrimonio e discendenza
Jacopo IV nel 1476 sposò per questioni dinastiche Vittoria Todeschini Piccolomini d'Aragona (Napoli, 1460 – Piombino, 1518), figlia di Antonio Todeschini Piccolomini d'Aragona e di Maria d'Aragona, seguendo la tradizionale alleanza familiare con la corte napoletana. I due ebbero in tutto cinque figli:
- Jacopo V (Piombino, 1480 – Piombino, 20 ottobre 1545),[2] Signore di Piombino dal 1510 al 1545;
- Beatrice (Piombino, 1482 – Fondi, aprile 1525),[2] sposa a Fondi nel 1498 Vespasiano Colonna, 1º Duca di Traetto e Conte di Fondi;
- Gerolamo (Piombino, 1488 – Piacenza, 7 febbraio 1559),[2] fu dal 1519 Signore di Vignale e Abbadia del Fango e (fino al 1544) Signore con diritti feudali sulle miniere dell'isola d'Elba, il che portò a dargli erroneamente il titolo di Signore dell'Elba. Capitano delle Armate della Repubblica di Firenze dal 1527 al 1529 e delle Armate del Re di Spagna nel 1530, fu Luogotenente Governatore dello Stato di Piombino nel 1557 in nome del pronipote Jacopo VI. Da lui derivano gli Appiani di Piacenza e gli Appiani del Piemonte;
- Battistina (Piombino, 1486 – Busseto, 1527),[2] sposa a Piombino nel 1502 Ottaviano Pallavicino dei Marchesi di Busseto;
- Fiammetta (Piombino, 1488 – Modena, 1523),[2] sposa il conte Francesco Rangoni dei Signori di Spilamberto, Patrizio di Modena, Generale delle Armate della Repubblica di Venezia.